# Agathis mongolica
Agathis mongolica är en stekelart som beskrevs av Vladimir Ivanovich Tobias 1961. Agathis mongolica ingår i släktet Agathis och familjen bracksteklar. Inga underarter finns listade i Catalogue of Life.